# Sixtmühle
Sixtmühle ist ein Gemeindeteil des Marktes Emskirchen im Landkreis Neustadt an der Aisch-Bad Windsheim (Mittelfranken, Bayern). Sixtmühle liegt in der Gemarkung Emskirchen.

## Geografie
Der Weiler liegt am Mühlbach, einem linken Zufluss der Mittleren Aurach. 0,75 km nordwestlich erhebt sich der Babenberg (370 m ü. NHN). Der Ort liegt an der Staatsstraße 2244, die nach Emskirchen (0,7 km südwestlich) bzw. zu einer Anschlussstelle der Bundesstraße 8 (0,2 km nordöstlich) führt.

## Geschichte
Im Ansbacher Salbuch zu Emskirchen von 1598 wurde der Ort als „Sixmühl“ erwähnt. Das Bestimmungswort des Ortsnamens ist der Personenname Sixtus. Die noch bestehende Mühle wurde 1766 errichtet.
Gegen Ende des 18. Jahrhunderts gehörte die Sixtmühle zu Emskirchen. Die Mühle hatte das brandenburg-bayreuthische Kasten- und Jurisdiktionsamt Emskirchen als Grundherrn. Unter der preußischen Verwaltung (1792–1806) des Fürstentums Bayreuth erhielt die Sixtmühle die Hausnummer 53 des Ortes Emskirchen.
Von 1797 bis 1810 unterstand der Ort dem Justizamt Markt Erlbach und dem Kammeramt Emskirchen. Im Rahmen des Gemeindeedikts wurde Sixtmühle dem 1811 gebildeten Steuerdistrikt Emskirchen und der 1813 gegründeten Munizipalgemeinde Emskirchen zugeordnet.

### Baudenkmäler
- Mühle[10]
- Hammerschmiede[10]

### Einwohnerentwicklung
| Jahr      | 001824 | 001840 | 001861 | 001871 | 001885 | 001900 | 001925 | 001950 | 001961 | 001970 | 001987 |
| Einwohner | 8      | 9      | 10     | 4      | 8      | 6      | 8      | 22     | 21     | 29     | 17     |
| Häuser    | 1      | 1      |        |        | 1      | 1      | 1      | 3      | 3      |        | 4      |
| Quelle    | [ 8 ]  | [ 12 ] | [ 13 ] | [ 14 ] | [ 15 ] | [ 16 ] | [ 17 ] | [ 18 ] | [ 19 ] | [ 20 ] | [ 1 ]  |

## Religion
Der Ort ist evangelisch-lutherisch geprägt und bis heute nach St. Kilian (Emskirchen) gepfarrt.